# Mansfield Town FC
A Mansfield Town Football Club egy angol labdarúgóklub Nottinghamshire-ből, Mansfield városából. A klubot 1897-ben alapították Mansfield Wesleyans néven, 1906-ban ezt Mansfield Wesley-re változtatták, mielőtt 1910-ben megállapodtak a Mansfield Town névben. Becenevük A szarvasok, és hagyományosan borostyán és királykékben játszanak.
A klub a 2013-14-es idényben, a 78. Football League-szezonjában a másodosztályban (League Two) indul, azt követően, hogy a Football Conference bajnokaként feljutott a 2012-13-as idényben. A Mansfield négy profi trófeát szerzett, megnyerte a negyedosztályt (Fourth Division) az 1974-75-ös szezonban, a harmadosztályt (Third Division) 1976-77-ben, a Futball League Trophyt 1986-87-ben, valamint az ötödosztályt (Football Conference) 2012-13-ban. Ezen felül a Szarvasok ezüstérmesként végeztek az FA Trophy 2010-11-es kiírásában.
1919 óta a csapat otthona Field Mill néven volt ismert 2012 áprilisáig, amikor szponzorációs szándékkal átnevezték a pályát One Call Stadionra, amely 9.186 ülőhellyel rendelkezik. A pályát 2001-ben felújították, miután úgy döntöttek, hogy nem költöznek egy új építésű pályára. Problémák adódtak a korábbi klubvezetéssel és Keith Haslam főbérlő lett az igazgató, amikor a klubot kitiltották a pályáról 2010 decemberében. Bár az ügy megoldódott, a klub felhagyott egy új stadion építésével, vagy egy helyi klubbal való társbérletnek a gondolatával annak érdekében, hogy képes legyen visszajutni a Football League-be. Elhúzódó tárgyalások után John Radford elnök 2012. március 1-én megvásárolta a Field Millt Haslamtól. 

## Történet
A csapat története
A Mansfield Townt Mansfield Wesleyans néven alapították 1897-ben, a klub a nevét a helyi Wesleyan templomról kapta. A klub az 1902-03-as szezonig barátságos meccseket játszott, amikor csatlakozott a Mansfield körzeti amatőr bajnoksághoz. Amikor a bajnokság 1906-ban feladta amatőr státuszát, a templom elhagyta a klubot, amely a nevét Mansfield Wesley-re változtatta, és a Nottingham körzeti bajnokságba jelentkezett.
1910 nyarán, az előző évadban a FA-kupa második selejtező körében a Mansfield Mechanistől elszenvedett vereség ellenére, a csapat Mansfield Townra változtatta a nevét (a Mechanics legnagyobb felháborodásának ellenére). A következő években a csapat több csoportban játszott, a Notts League-ban, a District League-ban, a Central Alliance League-ban és a Derbyshire League-ban, ezeknek a folyamatos váltásoknak a világháború bekövetkezte szabott határt.
A háború után, Mansfield bérlővé vált a Field Millen, miután a Mansfield Mechanics nem tudta fizetni a bérleti díjait.   1921-ben a csapat bekerült a Midland Counties Ligába, és volt oka ünnepelni, mert a hatodik fordulóig jutott az FA kupában, kétszer egymás után. A klub megnyerte a bajnokságot az 1923-24-es szezonban és második lett a következőben, de egyik alkalommal sem sikerült feljutnia a Football League-be.
1928-29 ben a Mansfield csapata újra megnyerte a Midland Ligát, és többször remekelve bejutott az FA kupa negyedik fordulójába, amikor is 2-0 -ra veszített az első ligás Arsenal ellen, olyan kupamenetelés után, melynek során legyőzték a második ligás Wolwerhampton Wanderers csapatát. Azonban a York City legyőzte a Szarvasokat a Liga-helyért vívott osztályozón.  
1931-ben a Mansfield végre feljutott a harmadik osztály déli csoportjába. Mindamellett a klub a liga körülményeihez való alkalmazkodással küzdött, általában a táblázat alján. Egy a kevés kiemelt esemény közül a második világháború éveit megelőzően, hogy Ted Harston 55 gólt rúgott egy szezon alatt, mielőtt a Liverpool csapatához szerződött.
A háború után a Mansfield fejlődésnek indult. Szerencsére megmenekültek az újabb osztályozótól, amikor eldőlt, hogy az 1946-47-es szezon után egy klub sem esik ki, így a Szarvasok elindultak felfelé a tabellán. 1950-51-ben a Mansfield az FA kupa ötödik fordulójáig jutott, és az első csapat lett a Football League-ben, amelyik 23 mérkőzésen keresztül veretlen volt hazai pályán, bár elszalasztotta az egyetlen feljutó helyet a harmadik osztályba.
Az 1959-60-as szezonban a klub kiesett az éppen akkor létrehozott Negyedik Osztályba, 1962-63-as szezonra tudtak visszalépni a Harmadik Osztályba. A feljutást később beszennyezte a Brian Phillips és Sammy Chapman játékosoknak kiosztott életre szóló eltiltás az ellenfelek megvesztegetéséért, beleértve a Hartlepools United játékosait egy létfontosságú meccsen, melyet a Mansfield nyert 4-3-ra. Két szezonnal később a klub ismét kevéssel maradt el a feljutástól a második osztályba. Az idény után elkerülve a kiesést a Peterborough Unitedtől való pontlevonás miatt, a Mansfield egy újabb szenzációt okozott a kupaszerepléssel.  
Az 1968-69-es FA kupa szezon ötödik fordulójában a Mansfield legyőzte az első ligás West Ham Unitedet 3-0 arányban, mielőtt szoros vereséget szenvedett a Leicester City-től a negyeddöntőben. 1971-72-ben a Mansfield újból kiesett a negyedik ligába. 
1976-77-től a klub újra a harmadosztályban szerepelt, és a Matlock Town elleni felzaklató 5-2-es FA Kupa vereség ellenére, megverték a Wrexhamet a harmadosztály bajnoka címért. A klub egyből visszaesett, és csak az 1978-79-es szezon végi nagyszerű hajrá mentette meg a Mansfieldet az újbóli kieséstől.
1987 májusában Mansfield 58.000 néző előtt megnyerte a Freight Rover Trophy-t, mikor 1-1-es döntetlen után büntetőkkel verte a Bristol City-t. A következő évek azonban kiszámíthatatlanok voltak, a Mansfield a harmad- és negyedosztály között "ingázó" csapattá vált.Az is ez idő tájt történt, hogy a sokat bírált tulajdonos, Keith Haslam megvette a klubot.
2001-02-ben Mansfield ismét előrelépett az angol labdarúgás harmadik vonalába, a szezon záró fordulójában a Carlisle-t verte, így megszerezve a harmadik helyet a Cheltenham Towntól, aki kikapott Plymouth-ban. A gyengén indult harmadosztálybeli szezonon a korábbi angol válogatott Keith Curle menedzseri kinevezése sem segített, így a klub egyből visszazuhant a negyedik vonalba. A 2003/04-es szezonban a feljutásért játszott osztályozó elődöntőjében tizenegyesekkel léptek túl a Northamptonon, de aztán a hasonlóan alakuló döntőben elbuktak a Huddersfield Town ellen, miután Colin Larkin szabályosnak tűnő gólját érvénytelenítette a játékvezető. 
A 2007/08-as szezont követően a csapat 77 év után visszazuhant az ötödosztályba. A FA kupában viszont remek szezont futott a csapat, a Harrogate Railway és a Middlesbrough elleni kupameccsüket a BBC is közvetítette.